# Єжов Роман Володимирович
Роман Володимирович Єжов (рос. Роман Владимирович Ежов, нар. 2 вересня 1997, Нижньокамськ, Росія) — російський футболіст, півзахисник клубу «Крила Рад» та національної збірної Росії.

## Ігрова кар'єра

### Клубна
Роман Єжов починав займатися футболом у своєму рідному місті Нижньокамськ. Згодом він перебрався до Москви, де продовжив заняття в академії клубу «Чертаново». З 2014 року Роман є гравцем основи команди. У сезоні 2017/18 Єжов разом з командою стали переможцями турніру Другої ліги і підвищилися до Першої ліги.
Влітку 2020 року Роман Єжов приєднався до самарського клубу «Крила Рад». З першого сезону футболіст забронював за собою місце в основі. У сезоні 2020/21 став переможцем Першої ліги і 25 липня дебютував у РПЛ.

### Збірна
24 вересня 2022 року у товариському матчі проти команди Киргизстану Роман Єжов дебютував у національній збірній Росії.

## Досягнення
Крила Рад
- Переможець Першої ліги: 2020/21
- Фіналіст Кубка Росії: 2020/21